# Жуковський (фільм)
«Жуко́вський» (рос. «Жуковский») — радянський кольоровий художній фільм-біографія 1950 року про «батька російської авіації» М. Є. Жуковського. На V Міжнародному кінофестивалі в Карлових Варах (1950) картині присуджено премію за видатну режисуру.

## Сюжет
Про життя й діяльність видатного вченого, основоположника сучасної аеродинаміки Миколи Єгоровича Жуковського. На світанку авіації, коли багато авіаторів гинуло через недосконалість літальних апаратів, досліди Жуковського здавалися надзвичайно ризикованими. Але вчений знайшов відважного союзника — військового льотчика Петра Нестерова, який уперше в світі виконав відому «мертву петлю», яку часто називають «петлею Нестерова».
Микола Єгорович заклав основи сучасної аеродинаміки й виконав розрахунки, завдяки яким удалося побудувати безпечну конструкцію повітроплавного апарата. У бесіді Д. І. Менделєєва і Жуковського, Дмитро Іванович ділиться спогадами якогось солдата, який нібито особисто спостерігав успішні випробування літака Можайського. Царський уряд Росії відмовився вести розробку успішних дослідів щодо польотів апаратів важчих за повітря через відсталість чиновників і повну залежність від думки іноземних авторитетів.
У фільмі в негативному світлі представлений образ Д. П. Рябушинського, ставлення до якого, як до помітного діяча російської еміграції, в офіційних колах СРСР було нетерпимим. Незважаючи на те, що до цього часу наукові заслуги Дмитра Павловича були визнані світовою науковою спільнотою (він був обраний членом-кореспондентом Паризької академії наук), у фільмі він постає не як учений, а як корисливий підприємець. Всіляко підкреслюється його некомпетентність: так, у бесіді зі студентами М. Є. Жуковський різко й безцеремонно перериває будь-яку спробу Д. П. Рябушинського вставити репліку в розмову.

## У ролях
- Юрій Юровський —  Микола Жуковський
- Ілля Судаков —  Дмитро Менделєєв
- Володимир Бєлокуров —  Сергій Чаплигін
- Володимир Дружников —  Петро Нестеров
- Софія Гіацинтова —  Анна Миколаївна, мати Жуковського
- Галина Фролова —  Вірочка, сестра Жуковського
- Олег Фреліх —  Олександр Григорович Столєтов, професор Московського університету
- Олександр Хохлов —  професор Московського університету
- Володимир Грибков —  професор Московського університету
- Борис Бітюков —  Сергій Сергійович Неждановський, учень Жуковського
- Анатолій Чемодуров —  Олександр Рибаков, учень Жуковського
- Андрій Пунтус —  Голубинський, учень Жуковського
- Георгій Юматов —  Касьянов, учень Жуковського
- Михайло Названов —  Дмитро Павлович Рябушинський
- Всеволод Аксьонов —  Великий князь Олександр Михайлович
- Тетяна Баришева —  Аріна, прислуга Жуковських
- Григорій Шпігель —  перехожий з дамою
- Караман Мгеладзе —  учень Жуковського
- Ростислав Плятт —  журналіст
- Гліб Романов —  Неклюдов
- Борис Смирнов —  учень Жуковського
- Всеволод Санаєв —  епізод
- Володимир Уральський —  служитель
- Лаврентій Масоха —  пілот
- Олександр Смирнов —  ад'ютант
- Микола Боголюбов —  Олександр Можайський
- Євген Моргунов —  епізод
- Георгій Гумільовський —  продавець газет  (немає в титрах)

## Знімальна група
- Автор сценарію: Анатолій Гранберг
- Режисери: Всеволод Пудовкін, Дмитро Васильєв
- Оператори: Анатолій Головня, Тамара Лобова
- Художники: Арнольд Вайсфельд, А. Гончаров, Василь Ковригін
- Композитор: Віссаріон Шебалін
- Звукооператор: Віктор Зорін